# David A. Gregory
David Andrew Gregory (Fairbanks, 19 augustus 1985) is een Amerikaans acteur.

## Biografie
Gregory werd geboren in Fairbanks als middelste van drie zonen. Hij wist al op vroege leeftijd dat hij acteur wilde worden en nam les in acteren naast zijn high school. Na zijn high school haalde hij in 2008 zijn bachelor of music arts aan de Baldwin-Wallace College (nu bekend als Baldwin Wallace University) in Berea (Ohio).
Gregory begon in 2008 met acteren in de televisieserie Law & Order, waarna hij nog meerdere rollen speelde in televisieseries en films. Hij is vooral bekend van zijn rol als Robert Ford in de televisieserie One Life to Live, waar hij in 277 afleveringen speelde (2009-2012).

## Filmografie

### Films
Uitgezonderd korte films.
- 2019 Dirty Sexy Saint - als Clay
- 2016 The Stranger Inside - als Jason
- 2015 Chasing Yesterday - als Matthew
- 2012 Excuse Me for Living - als Bruce
- 2010 How Do You Know - als teamgenoot van Matty

### Televisieseries
Uitgezonderd eenmalige gastrollen.
- 2021 Here to There - als Andrew McGinniss - 3 afl.
- 2018-2019 Insatiable - als Shane - 2 afl.
- 2015-2018 Powder Burns: An Original Western Audio Drama - als deputy Bell - 7 afl.
- 2017 The Good Fight - als Zach Devine - 2 afl.
- 2015 Youthful Daze - als Richie Kingsly - 21 afl.
- 2014 Constantine - als Eddie - 2 afl.
- 2013 Deception - als Kyle Farrell - 8 afl.
- 2009-2012 One Life to Live - als Robert Ford - 277 afl.